# Georgi Kostadinov (pugile)
Georgi Haralampiev Kostadinov (in bulgaro Георги Харалампиев Костадинов?; Burgas, 3 marzo 1950) è un ex pugile bulgaro.

## Carriera
Ha vinto la medaglia d'oro dei pesi mosca (fino a 51 kg.) ai Giochi olimpici di Monaco del 1972. Ha partecipato anche alle Olimpiadi di Montreal 1976 nella stessa categoria, venendo eliminato al terzo turno.
Dopo aver terminato la sua carriera di pugile ha lavorato come insegnante di educazione fisica e poi al dipartimento sportivo della città di Burgas.